# جائزة البابا بولس السادس معلم السلام
تُمنح جائزة البابا بولس السادس معلم السلام سنويًا من قبل منظمة باكس كريستي الدولية، وهي منظمة سلام كاثوليكية، إلى فرد مثّل رسالة البابا بولس السادس لليوم العالمي للسلام: «للوصول إلى السلام، علِّم السلام».

## المستلمون
- 1978 - دوروثي داي
- 1980 - بول هانلي فورفي
- 1982 - ماري إيفلين جيجين
- 1983 - ايلين ايجان وجوردون زان
- 1984 - لأربعة مبشرين أمريكيين قتلوا في السلفادور عام 1980: الأب مورا كلارك، الأب إيتا فورد، الأب دوروثي كازيل والأب جان دونوفان
- 1986 - جان جوس وهيلديجارد جوس ماير
- 1987 - رئيس الأساقفة ريموند هانتهاوزن
- 1988 - الاب لورانس جينكو
- 1989 - الاب دانيال بيريجان
- 1990 - الأب جوان شيتيستر
- 1991 - المطران توماس جومبلتون
- 1992 - هيلدر كامارا
- 1993 - كولمان مكارثي
- 1994 - جيمس وشيلي دوغلاس
- 1995 - جيم وكاثي ماكجينيس
- 1996 - الأخت هيلين بريجين
- 1997 - الاب روي بورجوا
- 1998 - كاثي كيلي
- 1999 - مارتن شين
- 2000 - الأب ديانا أورتيز، جامعة ولاية أوهايو
- 2001 - الاب لويس فيتال وإليزابيث مكاليستر وفيليب بيريجان
- 2002 - الاب بيتر دوجيرتي
- 2003 - وليام ب. كويجلي
- 2005 - راي الشرق
- 2006 - الأب ماري لو كوناكي
- 2007 - الاب جون س. راوش
- 2008 - إم جي بارك وجيري بارك
- 2009 - المطران ليروي ماتيسين
- 2010 - جيم ألبرتيني
- 2011 - كولين كيلي
- 2012 - روبن جارسيا
- 2013 - ماري ميج مكارثي

## مرشحو 2016
في عام 2016، تم ترشيح الأشخاص التالية أسماؤهم لنيل الجائزة: 
- ديفيد أتوود
- روز ماري بيرجر
- الاب جون دير
- الأب جان فالون
- الاب شيموس فين
- مارثا هينيسي
- باتريك كينيلي
- آرت لافين
- المطران روبرت ماكيلروي
- ماثيو مارشال
- جين موريسي
- الأب كاي أونيل
- الأب جيمي فيلبس
- الشماس جيم راونر
- الأخت ميغان رايس
- الاب ريتشارد رور
- المطران بيتر روسازا
- تيموثي ستيفن

## روابط خارجية
- باكس كريستي الولايات المتحدة الأمريكية